# Howden Minster

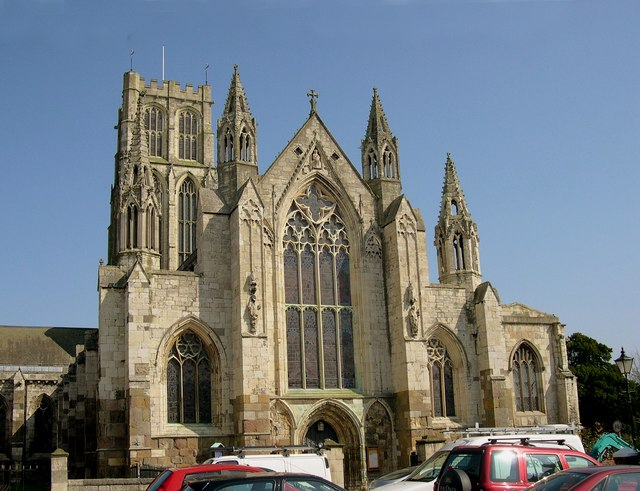
Howden Minster

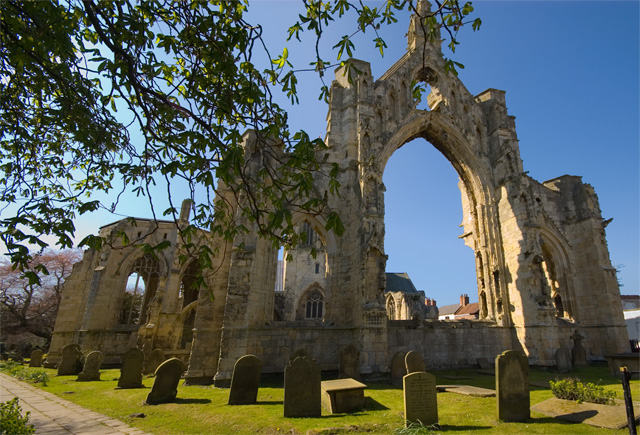
Ruine des Chorbereichs

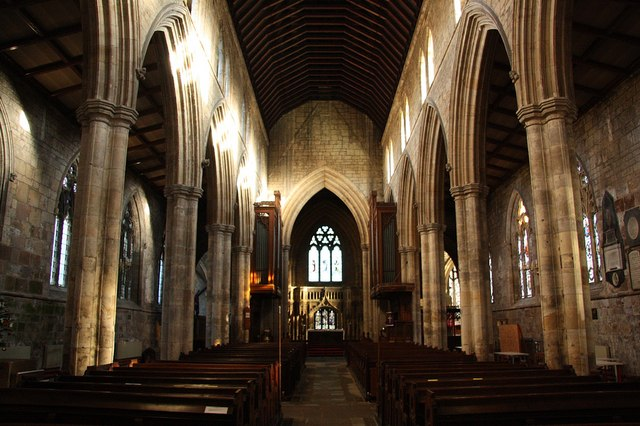
Kirchenschiff

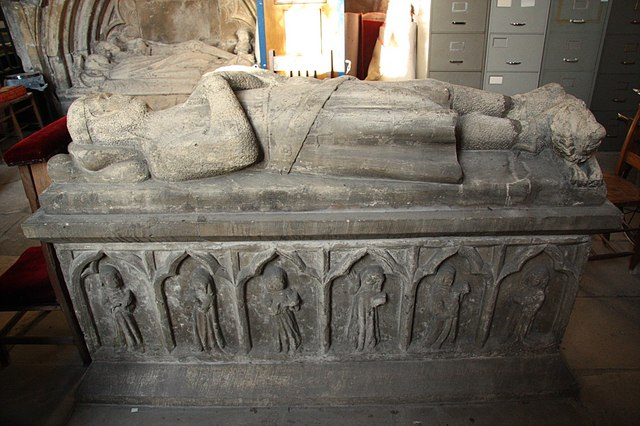
Grabmale

Das den Aposteln Petrus und Paulus gewidmete Howden Minster im Ort Howden in der Grafschaft (county) East Riding of Yorkshire (ehemals Howdenshire) ist eine bedeutende mittelalterliche Kirche bzw. Kirchenruine in Mittelengland. Sie ist als Grade-I-Baudenkmal eingestuft.

## Lage
Das Howden Minster liegt etwa 45 km westlich der am Humber gelegenen Hafenstadt Kingston upon Hull bzw. ca. 60 km östlich der Industriestadt Leeds in einer Höhe von nur etwa 6 m.

## Geschichte
Bereits aus angelsächsischer Zeit ist eine Kirche an gleicher Stelle dokumentiert; diese stand zunächst in Abhängigkeit von Peterborough, später dann von Durham. Aufgrund eines Wochenmarktes wurde die Kirchengemeinde reich und somit eine begehrte Pfründe (um 1225), deren Einkünfte unter den Kanonikern aufgeteilt wurde. Um das Jahr 1265 erhielt die alte Kirche unter dem Kanoniker John of Howden Kollegiatstatus und ein Neubau wurde begonnen. Ende des 13. Jahrhunderts war die mit einem Querhaus versehene und im Decorated Style (ca. 1250–1370) erbaute neue Kirche weitgehend fertiggestellt; die Westfassade und der Obergaden des Mittelschiffs wurden in den Jahren 1308 bis 1311 vollendet, doch kurz darauf entschloss man sich zu einer Modernisierung des Chors. Ende des 14. Jahrhunderts wurde der dem Perpendicular Style (ca. 1330–1520) zugehörige Vierungsturm in Angriff genommen, der jedoch erst ein Jahrhundert später vollendet wurde. Während der Zeit der Auflösung der englischen Klöster (1536–1541) blieb die Kirche unversehrt, doch wurde sie auf den Rang einer Pfarrkirche herabgestuft; die Gemeinde konnte jedoch einen derart großen Bau nicht unterhalten und so stürzten im Jahr 1696 die Chorgewölbe ein. Im 19. und 20. Jahrhundert wurden die Westteile mitsamt dem Vierungsturm wiederholt restauriert.

## Architektur
Das Langhaus der Kirche ist dreischiffig, basilikal und holzgewölbt bzw. flachgedeckt; das durch einen Obergaden mit Zwillingsfenstern erhöhte und belichtete Mittelschiff sowie die Seitenschiffe sind durch große Spitzbogen-Arkaden miteinander verbunden. Der Altar steht unter dem ehemaligen Vierungsturm. Das im 15. Jahrhundert angefügte Kapitelhaus blieb nach Zerstörungen jahrhundertelang ohne Dach.

## Ausstattung
Zwei mittelalterliche Grabmale mit Liegefiguren und zwei Engels- bzw. Heiligenfiguren sind erhalten geblieben. Die Verglasung der Fenster stammt jedoch aus dem 19. Jahrhundert.